# شهره شهر (فیلم ۱۹۴۲)
شهره شهر (انگلیسی: The Talk of the Town) فیلمی در ژانر کمدی به کارگردانی جرج استیونز محصول سال ۱۹۴۲ کشور ایالات متحده آمریکا است.

## بازیگران
- کری گرانت در نقش Leopold Dilg - Joseph
- جین آرتور در نقش Miss Nora Shelley
- رونالد کولمن در نقش Professor Michael Lightcap
- ادگار بیوکانان در نقش Sam Yates
- گلندا فارل در نقش Regina Bush
- چارلز دینگل در نقش Andrew Holmes
- اما دان در نقش Mrs. Shelley
- رکس اینگرام در نقش Tilney
- لئونید کینسکی در نقش Jan Pulaski
- تام تایلر در نقش Clyde Bracken
- دان بدو در نقش Police Chief
- لسلی بروکس در نقش Secretary (در عنوان‌بندی نیامده)
- لوید بریجز (در عنوان‌بندی نیامده)
- فرانک ام. توماس